# Bernat Erta Majó
Bernat Erta Majó (Lleida, 15 de febrer de 2001) és un esportista català que competeix en atletisme, especialista en les carreres de velocitat. Va guanyar una medalla de plata al Campionat Europeu d'Atletisme en Pista Coberta de 2019, en la prova de 4 × 400 m.

## Trajectòria esportiva
Forma part d'una família d'atletes, incloent-hi al seu pare i entrenador, Quim Erta, la seva mare Fanny i el seu germà Arnau, especialista en la prova de 60m.t. i 110m.t., proves en les que va assolir dues medalles als Campionats d'Espanya absoluts.
En el Campionat d'Espanya d'Atletisme en Pista Coberta de 2019 va aconseguir el bronze en els 400 m, la seva primera medalla en la categoria absoluta. Aquest èxit li va portar a ser seleccionat per al Campionat d'Europa d'atletisme en pista coberta de 2019, en el qual va obtenir la medalla de plata en el relleu 4 × 400 m (juntament amb Óscar Clavegueres, Manuel Guijarro i Lucas Búa), i el rècord d'Espanya (3.06,32). A l’aire lliure va aconseguir la plata en els 400 m i el bronze en el 4 × 400 m del Campionat Europeu Sub-20.
El 2020 no va poder revalidar el podi en el Campionat d'Espanya en Pista Coberta; no obstant això, la seva marca de 46,73 s va significar un nou rècord espanyol i europeu sub-20 de 400 m. A l'estiu, en canvi, va aconseguir el seu primer títol de campió d'Espanya a l'aire lliure, en vèncer en la prova dels 400 m.
El 2021 es va proclamar subcampió d'Espanya dels 400m.ll. amb un temps de 45"69 i va participar en el relleu 4 × 400 m mixt dels Jocs Olímpics de Tòquio, on va batre el rècord d'Espanya de la modalitat, al costat de Samuel García, Laura Bueno i Aauri Bokesa. Inicialment es van classificar per a la final olímpica per la desqualificació dels equips d'USA i Rep. Dominicana. Malgrat això, i després d'una sèrie de reclamacions, els equips desqualificats van ser requalificats i l'equip espanyol no va aconseguir arribar a la final.